# 姫宮みちり
みちり（みちり-4月26日 - ）は、日本のタレント、アイドル、女優。自称「暴走系勘違いアイドル」で「みちり星」出身を公言している。青山学院大学卒業。愛称は「ちりちりみちり」または「ちりちり」。

## 来歴・人物
牡牛座。身長153cm。スリーサイズはB85 W57 H88。
「暴走系勘違いアイドル」を名乗り、その型破りなキャラを生かしバラエティ番組にも出演。将来の夢は「助演女優アカデミー賞」を受賞する事。某番組で、なぜ主演女優賞でないのかと訊ねられた際「キャラ的に無理」と認めている。
座右の銘は「ちりも積もればちりちりみちり」。
2009年11月12日にTBS系で放送された『テイクミーアウト〜TAKE ME OUT』にレギュラー出演
。
2010年8月に主催劇団Pinkerbellを旗揚げ。

語学勉強のため、オーストラリアに留学の経験がある。帰国後に留学先で知り合った一般人男性(日本人)と結婚。
現在は子育てに奮闘し、その様子が度々ブログに書かれている。
勉強熱心で多くの資格を保有している。

## 出身地
出身地は自称「みちり星」。岩手県を代表する観光地「龍泉洞」からワープすることで、みちり星に辿り着くと公言している。
みちり星の海、空はいずれもピンク色。みちり星の住人を「みちり星人」と呼び、みちり星人の会話はすべて「ちりちり」のみで完結するという。みちり星での姫宮の血液型は「ゆう型」と公言しているが、一方では地球でいうとB型に酷似しているとも発言している。

## 趣味・特技
天文部に所属していた経験があり、天体観測が趣味。書道の腕前は毛筆5段、硬筆準9段。
ダイビングPADIオープンウォータのライセンスを持つ。
アロマテラピー検定1級
天文宇宙検定2級
英語検定2級
CPR（心肺蘇生）
いちご検定
等を所持しており、資格マニア。

## 所属
自ら主宰する劇団「劇団Pinkerbell」に所属。

## ユニット活動
仲の良いアイドル仲間とのコラボユニット活動も盛んに行っている。

### [活動休止中]もえちり
アイドル仲間「若木萌」とのユニット。DVDも2枚出している。

### [活動休止中]ヤンデレラ
月宮あかね(旧名:木崎あかね)とのユニット。オリジナルソング「missyou」でデビュー。

### [活動休止中]ミスティエンジェル
秋葉原のメイド喫茶「ミスティヘブン」から生まれたユニット。みちりはピンク色の衣装で参加している。

### [活動休止中]ママミミ
ミスティヘブンでともに働いている「まりも」とのユニット。

### いちごダンサーズ
2005年から2006年にかけてはいちご姫のバックダンサーのメンバー「いちごましゅまろ」としても活動。

### 桃色レモン
望月まぅゆとのユニット。ピンクと黄色がテーマカラー。

## テレビ
- 新マチベン（NHK）
- ジェネジャン（日本テレビ）
- Dの嵐!（日本テレビ）
- 女優魂（中京テレビ）
- 太田光の私が総理大臣になったら…秘書田中。（日本テレビ）
- ポシュレ（CM)（日本テレビ）
- テイク・ミー・アウト（TBSテレビ）
- きょう発プラス!（TBSテレビ）
- ぴーかんバディ!（TBSテレビ）
- エンタの味方!（TBSテレビ）
- 爆笑問題の楽しい地球（フジテレビ）
- 森田一義アワー 笑っていいとも!（フジテレビ）
- 世の中どこ見てんのよ!?ジャリバラ!（フジテレビ）
- 鬼嫁日記（フジテレビ）
- SMAP×SMAP（フジテレビ）
- タモリのジャポニカロゴス（フジテレビ）
- ロンドンハーツ（テレビ朝日） - 再現VTR
- セレクションX（テレビ朝日）
- 美しき青木・ド・ナウ（テレビ朝日）
- スカ☆J（テレビ東京）
- 怒りオヤジ3（テレビ東京）
- 音革命（テレビ神奈川）
- 平積みプロジェクト（BS-i）
- ドラマ『そば屋の娘』（WOWOW） - 長谷川あきこ役
- トライアウト（エンタ!371）
- ほわほわ（エンタ!371）
- アイドル限定サークル ドルサー（MONDO21）

## 映画
- 監禁工場(飯島里美役)
- そばっ娘ゆずちゃん(長谷川あきこ役)

## 舞台
- 101匹萌えタン（品川六行会館 主演・秋田林檎役]）
- 静かなるドン（演出・高取英）
- 熱海殺人事件2 ヒロイン・熊田妖光役
- 101匹モエタン特別公演 聖蹟さくら役
- 花と蛇 （本多劇場 まり役）
- 寺山修司 過激なる疾走 （新宿・紀伊國屋ホール あき役）
- 金色夜叉の逆襲 (あうるすぽっと 照射役)
- 英雄伝説・馬賊矢吹ジョー (トマト役)
- 図書館ワルツ(せつこ役)
- 津山三十人殺し（演出・高取英）
- 邪宗門（耳無し法一役）
- ドグラ・マグラ（カルーソー教授役）
- 山茶花（中野ザ・ポケット おひの役）
- 白毫戦記（主演葵役 演出・柳谷孔太）
- 血の婚礼(シアターX〈カイ〉 演出・長谷トオル)
- SLeeVe（ランチュウ役 演出・宮城陽亮）
- 舞台ちりゆり学園 (主演)
- 魔道物語（主演パル-アース役 演出・牧村純）
- 国家婚活支援法（演出・纐纈大輔）
- メロスなんて大嫌い（演出・Mr.マリオ）
- コチャラカ誕生
- 舞台裏コンプレックス-TATAKIBA-（ミン役）
- Place.Space.(シアターグリーン 姫川亜弓役)
- 探偵なんかになるもんか（長谷川和美役）

## 舞台演出
- DreamCompany(2011年11月)
- The broken coffee(2012年2月)
- CENTER・BOYS(2012年6月)

## インターネット
- インターネット番組 Palu2出演
- ドコモ公式サイトエキゾチカ ウェブ投票エントリー
- au コスプレサイト
- @LIVING 「新宿西口WGP」出演
- 「辻村優美子のVIVA湘南」出演
- auWIN動画放送 「Station Move」
- むーびーふるグラビアチャンネル 101匹モエタンTV
- モバイルGYAO 渋谷で学ぶ英単語教室
- MTV&Gyao ライオンの穴
- PodTV 週刊女子大生バトン
- Mandaray TV Domanna レギュラー出演
- 浪漫ハピハピ王国
- あっ!とおどろく放送局 レギュラー出演
- 世紀末バラエティー Laugh&Beat レギュラー出演

## 雑誌・新聞
- 日経トレンディ グラビア
- 雑誌「ドカント」 グラビア
- 雑誌 @BOOING 『ちりちりみちりの萌え株講座』連載
- アングラーEX グラビア
- 雑誌 ホットウォータースポーツマガジン グラビア
- 写真集 秋葉日和 表紙
- 雑誌 ベッピンスクール グラビア
- 雑誌 @バカボン 独占4ページグラビア
- 月刊誌『BLACK BOX』 まんだらけリポート
- 週刊誌『FLASH』 グラビア
- 週刊誌『週刊ジャーナル』 グラビア
- 『ゴシック＆ロリータバイブル』

## 出演イベント
- 赤坂MOVEガールズブラボー メインMC
- LIVE IN MAGIC ライブ
- 赤坂MOVEイベント 「パーティしようぜ」
- エキゾチカ祭り ミスエキゾチカコンテスト（会場審査賞）
- 原宿トキメモカフェ・エコル
- miss mixi決勝イベント
- キュービックナイト2 出演
- ドルサーCDデビューイベント
- 萌えタンイベント
- みちり&かはらめぐみ合同バースデーイベント@misty
- 渋谷Take off7Mっ娘パラダイス
- みちり星のマーメイドナイト
- みちり星ハロウィン

## CD(自主制作)
- 1st ソロシングル みちり星へようこそ
- 2nd ソロシングル ちりちりぱわぁ
- 3rd ソロシングル I pray to the sky
- 4th ソロシングル ちりちりするのは恋心♪チリも積もればちりちり下火♪

## DVD
- 1stトソロDVD「バリは萌えているか〜!?」
- 主演DVD「超DVD もえちり」
- 主演DVD「超DVD もえちり2」
- 2ndソロDVD「プルメリア」
- 3rdソロDVD「みちりの地球紀行・大阪編」